# 미라클 (시트콤)
《미라클》은 대한민국 MBC(문화방송)의 텔레비전 시트콤이다. 2004년 8월 15일부터 2004년 10월 10일까지는 매주 일요일 낮 1시 10분, 2004년 10월 16일부터 10월 30일까지는 매주 토요일 저녁 7시에 방영되었는데 개그맨 윤정수가 해당 프로그램을 통해 시트콤 도전을 했다.
한편, MBC는 앞서 본 것처럼 2004년 10월 16일부터 토요일 오후 7시로 이동한 해당 프로그램의 후속으로 조선에서 왔소이다를 편성할 예정이었으나 내부 반발로 취소됐다.

## 등장 인물
- 윤정수 (정수 역)

강원도에서 상경해 국내 최고배우를 꿈꾸는 순수 예술 청년. 그러나 단역인생에서 벗어나지 못하고, 늘 허풍과 나서기를 좋아하는 엉터리 돈키호테. 사랑을 부정해서 투명인간이 되는 대신 사랑이 뺏기지만 진정한 사랑을 찾아간다.
- 임성언 (미래 역)

밝고 적극적인 극단의 악바리 살림꾼. 정수와는 10년지기 오랜 친구. 시원시원한 성격과 연극에 대한 열정으로 극단을 위해서라면 무슨 일이든 한다. 정수를 사랑하게 되지만 그 사랑은 류에게 뺏겨 결국 류를 사랑하게 된다.
- 전혜빈 (세라 역)

미워할 수 없는 철부지 공주. 부잣집 외동딸로 어렸을 때 잘 나가던 아역 배우 출신이다. 극단 내의 라이벌인 미래와 류를 사이에 놓고 삼각 관계에 빠진다.
- 최건희 (류 역)

무색무취의 정체불명의 제 3의 존재. 과연... 그는 어디에서 왔을까? 천사? 외계인? 아니면... 사랑을 알기 위해 정수와 계약을 맺은 류는 미래와 정수의 사랑을 통해서 인간 세계에서 진정란 사랑이 무엇인지 깨닫게 된다..
- 박노식 (극단장 역)

극단 '미라클'의 노총각 극단장. 시나리오 작가 겸 연출가. 연국에 대한 열정만으로 극단을 꾸려가지만 현실 감각이 없어 늘 어려움을 겪는다. 언제나 첫사랑 향숙이를 잊이 못하고 그리워한다
- 이동훈 (동훈 역)

연극과 현실을 구분 못하는 연극쟁이. 극단 내 군기반장으로 언제나 단장에겐 충성맨~ 의리와 사랑, 명예를 목숨보다 소중히 여기지만, 아주 가끔은(?) 물러날 때도 있다.
- 윤성훈 (성훈 역)

극단 ‘미라클’의 연기파 배우
- 김미연 (미연 역)

현재 잘 나가는 연예인 연기 부족으로 극단에서 개인 교습
- 백봉기 (백순경 역)
- 문용현 (문순경 역)
- 지은성 (지은성 역)
- 한유라 (유라 역)
- 윤설희 (극단의 막내 역)
- 하성철 (건달 역)
- 전소민 (전지현 역)